# NGC 5581
NGC 5581 este o liner situată în constelația Boarul. A fost descoperită în 6 mai 1883 de către Édouard Stephan⁠(d).